# Trio per pianoforte e archi n. 7 (Beethoven)
Il Trio per pianoforte n. 7 in Si bemolle maggiore, op. 97, di Ludwig van Beethoven è un trio per pianoforte, violino e violoncello completato nel 1811. È comunemente indicato come il Trio Arciduca, perché dedicato all'Arciduca Rodolfo d'Austria.

## Storia
Il trio è stato scritto tardi nel cosiddetto "periodo intermedio" di Beethoven. Iniziò a comporlo nell'estate del 1810 e lo completò nel marzo del 1811, proprio quando iniziava la stesura della Settima e dell'Ottava sinfonia. Il musicista dedicò il lavoro a Rodolfo d'Asburgo, il più giovane dei dodici figli di Leopoldo II, Imperatore del Sacro Romano Impero. Rudolf era un pianista dilettante e un mecenate, amico e studente di composizione di Beethoven. Il musicista dedicò un totale di quattordici composizioni all'Arciduca che in cambio ne dedicò una sua a Beethoven. L'opera fu eseguita per la prima volta l'11 aprile 1814 al Romisch-Könige Hôtel di Vienna con Beethoven al pianoforte, Schuppanzigh al violino e Joseph Linke al violoncello.
Sebbene il Trio Arciduca sia talvolta numerato come n. 7, la numerazione dei dodici trii di pianoforte di Beethoven non è standardizzata e in altre fonti il trio Op. 97 può essere indicato con un numero diverso, se presente.

## Prima esecuzione
La prima esecuzione pubblica fu data dallo stesso Beethoven, Schuppanzigh e Linke all'hotel viennese Zum römischen Kaiser l'11 aprile 1814, proprio mentre la sua sordità continuava a violare la sua abilità di artista. Dopo una ripetizione del lavoro poche settimane dopo, Beethoven non apparve più in pubblico come pianista.
Il violinista e compositore Louis Spohr fu testimone di una prova dell'opera e scrisse: "A causa della sua sordità non rimaneva quasi nulla del virtuosismo dell'artista che in precedenza era stato così tanto ammirato. Nei passaggi forte il povero sordo picchiava tanto sui tasti che le corde emettevano rumori metallici e nei piano suonava così leggermente che furono omessi interi gruppi di note, così che la musica risultava incomprensibile a meno che non si potesse guardare nello spartito del pianoforte. Sono stato profondamente rattristato da un destino così duro".
Il pianista e compositore Ignaz Moscheles assistette alla prima esecuzione e scrisse sull'opera: "Nel caso di quante composizioni la parola "nuovo" non è stata applicata correttamente! Ma mai in quelle di Beethoven, e soprattutto in questa, che è ancora piena di originalità. Il suo modo di suonare, a parte il suo elemento intellettuale, mi ha soddisfatto di meno, necessitando di più chiarezza e precisione; ma ho osservato molte tracce del grande stile di suono che avevo da lungo tempo riconosciuto nelle sue composizioni."

## Struttura e analisi

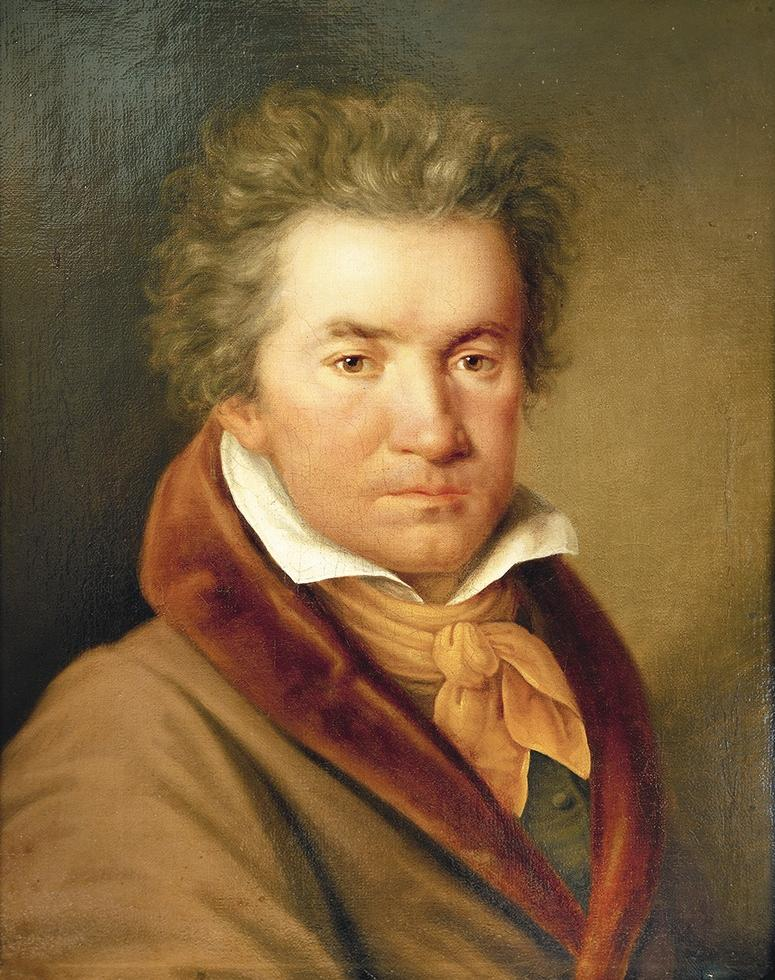
Beethoven nel 1815. Ritratto di Joseph Mähler

Il lavoro è articolato in quattro movimenti:
1. Allegro moderato, 4/4
2. Scherzo (Allegro), 3/4
3. Andante cantabile ma però con moto. Poco più adagio, 3/4, (Re maggiore)
4. Allegro moderato – Presto, 2/4 – 6/8

Considerato un capolavoro tra le composizioni di Beethoven di questo genere musicale, il Trio Arciduca è un'opera di vaste dimensioni e di grande forza espressiva.
Il primo movimento, Allegro moderato, è introdotto dal solo pianoforte con un tema di grande liricità ed eleganza; il violoncello entra subito dopo con un breve e importante momento solistico a cui risponde il violino con un richiamo al motivo iniziale, sottolineandone il carattere appassionato. Il secondo tema è proposto con una tonalità insolita, Sol maggiore, a cui gli strumenti accedono senza modulazioni. La Ripresa propone il primo motivo in forma variata, suonato una seconda volta dal violoncello solo. Un ritorno alla tonalità d'impianto con il primo tema, in fortissimo, dà avvio alla Coda che porta il movimento a conclusione.
Il secondo movimento presenta insolitamente, al posto di un tempo lento, uno Scherzo; il brano, dall'indicazione Allegro, inizia con un motivo suonato da violino e violoncello eseguito come un gioco contrappuntistico a cui risponde, subito dopo, il pianoforte accompagnato dagli archi. Dopo passaggi più pacati del violoncello, nella parte centrale la sonorità decisa del pianoforte, che propone una serie di vigorosi accordi, fa prevalere lo strumento sulla sonorità più scorrevole e collaborativa dell'inizio. Il brano presenta momenti sorprendenti non solo per la sonorità del pianoforte, ma anche per la grande varietà di temi, l'alternanza di tonalità, motivi cromatici e il gioco divertito fra gli strumenti
L'Andante cantabile che segue è in Re maggiore ed è la pagina centrale del Trio; con il suo tema e variazioni propone una delle realizzazioni più magistrali di Beethoven. Su un motivo di grande semplicità il musicista crea una serie di cinque variazioni che riflettono la sua ricerca di studio e perfezionamento sulla tecnica della variazione che lo impegnò durante il suo ultimo periodo compositivo. Il tema iniziale è proposto dal solo pianoforte e viene quindo ripetuto dal violino e dal violoncello, aumentando a poco a poco l'intensità ritmica; nelle successive variazioni il compositore esplora tutte le possibilità timbriche degli strumenti fino alla ripresa finale del motivo iniziale caratterizzato, questa volta, da interventi di differenziazione armonica.
L'ultimo movimento, Allegro moderato, si presenta in forma di Rondò e non si distacca molto, come tempo e carattere, dall'Andante cantabile precedente, quasi fosse ancora un'altra variazione; d'altronde l'inizio del tema di questo ultimo tempo è esattamente l'inversione di quello dell'Andante. Il brano è vitale e nervoso, caratterizzato da grandi varietà ritmiche con numerose note staccate e acciaccature. La parte centrale è costituita da uno sviluppo che si basa su una rielaborazione della parte iniziale del tema, a questa segue la Ripresa affidata agli archi. Il Presto finale porta a un cambiamento di tempo, 6/8, e di tonalità che passa al La maggiore. L'ultimo tema è assegnato agli archi, introdotto da un lungo trillo del pianoforte. La Coda finale, di vaste proporzioni e di grande impeto, porta a conclusione il Trio.

## IlTrionella letteratura e nel cinema
- L'Arciduca ha un ruolo significativo nel romanzo giallo Cercando nel buio di Elizabeth George (2001)
- Nel romanzo di Haruki Murakami Kafka sulla spiaggia (2002),la composizione e la sua storia sono usati per spiegare la relazione tra due dei personaggi, Nakata e Hoshino, e lo sviluppo di quest'ultimo come persona
- Nel film dei Fratelli Coen L'uomo che non c'era (2001), il malinconico terzo movimento ha un ruolo centrale nella scena finale.